# Colônia sueca de São Bartolomeu

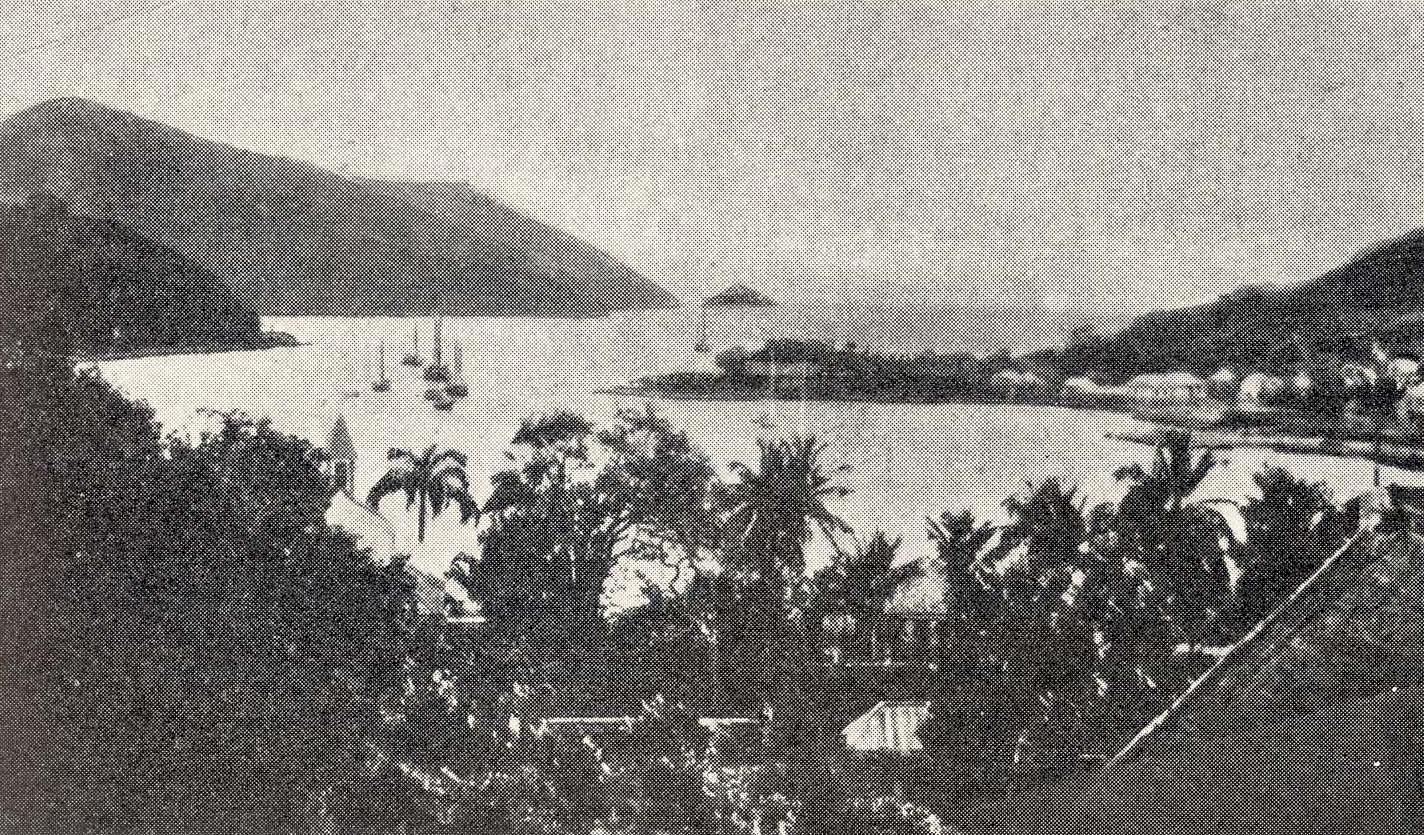
Foto por volta de 1865

A colônia sueca de São Bartolomeu existiu por quase um século. Sendo a tentativa de colonização sueca mais duradoura tendo 94 anos de existência que vai da cessão da Colonia por parte da França em 1784 até a recompra da Colonia por parte da França  em 1878. Em 1784, um dos ministros do rei francês Luís XVI cedeu São Bartolomeu à Suécia em troca de direitos comerciais no porto sueco de Gotemburgo . O domínio sueco durou até 1878, quando os franceses recompraram a ilha.
1. ↑  «St. Barts island history». St.Barths Online. Consultado em 1 July 2015 Verifique data em: |acessodata= (ajuda)